# 托尼·哈博恩
托尼·哈博恩（瑞典語：Tony Harborn，1956年8月26日—），瑞典男子田径运动员。他曾代表瑞典参加1980年和1984年夏季残疾人奥林匹克运动会田径比赛，获得三枚银牌。